# Xandra Velzeboer
Xandra Velzeboer (Culemborg, 7 september 2001) is een Nederlands shorttrackster.

## Biografie
In 2018 werd zij door de KNSB tot Talent van het Jaar verkozen voor het seizoen 2017–18.
In 2019 maakte zij haar debuut op de Worldcup.
In 2020 haalde ze twee gouden medailles op het WK voor junioren in Bormio, Italië, waarbij op de 3000 meter relay een (jeugd)wereldrecord werd gereden. In 2021 behaalde Velzeboer op de EK zilver met de aflossingsploeg en individueel brons op de 500 meter.
In 2021 won ze brons op de 1500 meter op de wereldkampioenschappen shorttrack 2021 en werd ze wereldkampioen op de aflossing. Op 13 februari 2022 won ze met het Nederlandse team op de Olympische Winterspelen 2022 in Peking goud op de shorttrack relay. Kort daarna, tijdens de WK 2022 werd Velzeboer wereldkampioen over 500 meter en behaalde ze brons op de 1000 meter, in het eindklassement en op de aflossing.
In het seizoen 2022/2023 won ze drie wereldbekerwedstrijden, drie Nederlandse titels en reed ze in Salt Lake City een wereldrecord op de 500 meter.

## Persoonlijk
Xandra is de oudere zus van Michelle Velzeboer, de dochter van Mark Velzeboer en een nicht van Alexander, Monique en Simone Velzeboer.

## Records

### Persoonlijke records[6]
| Afstand    | Tijd     | Datum            | Baan           |
| ---------- | -------- | ---------------- | -------------- |
| 222 meter  | 18.491   | 6 januari 2019   | Heerenveen     |
| 333 meter  | 31.099   | 4 januari 2019   | Heerenveen     |
| 500 meter  | 41,416   | 4 november 2022  | Salt Lake City |
| 777 meter  | 1:15.033 | 5 maart 2017     | Utrecht        |
| 1000 meter | 1:26.592 | 11 februari 2022 | Peking         |
| 1500 meter | 2:17.844 | 21 oktober 2021  | Peking         |
| 3000 meter | 5:39.551 | 7 januari 2018   | Heerenveen     |

### Wereldbekermedailles
500 meter
 Montreal, Canada: 2022/2023
 Salt Lake City, Verenigde Staten: 2022/2023
1000 meter
 Nagoya, Japan: 2021/2022
 Montreal, Canada: 2022/2023
3000 meter relay
 Montreal, Canada: 2022/2023
1992: Cutrone, Daigle, Lambert, Perreault ·
1994: Chun, Kim S.-h., Kim Y.-m., Won ·
1998: An, Chun, Kim, Won ·
2002: Choi E.-k., Choi M.-k., Joo, Park ·
2006: Byun, Choi, Jeon, Jin, Kang ·
2010: Sun, Wang, Zhang, Zhou ·
2014: Cho, Kim, Kong, Park, Shim ·
2018: Choi, Kim A.-l., Kim Y.-j., Lee, Shim ·
2022: Van Kerkhof, Poutsma, Schulting, Velzeboer
Bibi Arts · Teun Boer · Hugo Bosma · Zoë Deltrap · Friso Emons · Kay Huisman· Yara van Kerkhof · Niels Kingma · Sjinkie Knegt · Daan Kos · Itzhak de Laat · Diede van Oorschot · Selma Poutsma · Sven Roes · Suzanne Schulting · Bram Steenaart · Michelle Velzeboer · Xandra Velzeboer · Jens van 't Wout · Melle van 't Wout

Bondscoach: Niels Kerstholt

Assistent-coach: Kip Carpenter · Haralds Silovs